# 小出製作所
株式会社小出製作所（こいでせいさくしょ）は、大阪府大阪市平野区にある、日本の金属加工メーカー。医療・通信機器、家電、車両部品などのスピニング（へら絞り）加工を行う一方で、楽器のシンバルの製造も日本で唯一行っている。

## 概要
1946年創業の小出製作所は、金属板を様々な形に成形して車両部品などを作ることを本業としていた。しかし、製造業の空洞化などから業績が低迷したことを受けて、2004年からは日本にはメーカーがないシンバルの製造にも取り組んでいる。

## 小出シンバル
小出製作所の表記で言うところのクラシック・クラッシュ・シンバル（合せシンバル）とクラシック・サスペンド・シンバルのクラシックシンバルと、ドラムセットシンバルという、2つの製品群をラインナップしている。
現在、KOIDEブランドのシンバルは月産200枚にも達している。直接ミュージシャン達からのアドバイスや要望を受けて製造できる点が、外国のメーカーにはない利点である。
2019年春からは、アメリカなどへ輸出を開始。2020年にはドラム愛好家向けの月刊誌「モダンドラマー」8月号にて特集が組まれた。

### 愛用者
- サンコンJr.（ウルフルズ）
- 航（PE'Z）
- TAKAYUKI（BALZAC）
- 亜樹(Dolly)